# 里祖年科韋
49°47′29″N 35°14′56″E / 49.79139°N 35.24889°E
里祖嫩科韋（烏克蘭語：Різуненкове）是位於烏克蘭東部的村莊，由哈爾科夫州博霍杜希夫區的科洛馬克市鎮負責管轄。該村處於科洛馬克河左岸，距離克拉馬里夫卡1公里，始建於1775年，面積2.17平方公里，海拔高度110米。